# 氷上のならず者
『氷上のならず者』（ひょうじょうのならずもの）は、日本のロックバンドであるカーリングシトーンズの通算1枚目のスタジオ・アルバム。2019年11月27日発売。発売元はDREAMUSIC。規格品番：MUCD-1439（DVD付き紙ジャケット仕様初回盤はMUCD-8136/7）。2019年12月23日、アナログLP盤リリース。

## 解説
全曲アルバムオリジナル。
デビュー曲『スベり知らずシラズ』をはじめ、12曲を収録。

## 収録曲

### CD
1. スベり知らずシラズ（3:42）
  - 作詞:奥田シトーン・浜崎シトーン / 作曲:奥田シトーン
2. 何しとん？（3:56）
  - 作詞・作曲:斉藤シトーン
3. 俺たちのトラベリン（3:59）
  - 作詞・作曲:浜崎シトーン
4. わかってさえいれば（2:45）
  - 作詞・作曲:トータスシトーン
5. マホーのペン（2:28）
  - 作詞・作曲:キングシトーン
6. キャラバン(4:38)
  - 作詞：浜崎シトーン・奥田シトーン / 作曲：奥田シトーン
7. タイムテーブル(2:58)
  - 作詞・作曲:キングシトーン
8. B地区(3:36)
  - 作詞：浜崎シトーン・斉藤シトーン・トータスシトーン・キングシトーン / 作曲：浜崎シトーン
9. 出会いたい(4:51)
  - 作詞・作曲:斉藤シトーン
10. Oh! Shirry(2:48)
  - 作詞：寺岡シトーン・トータスシトーン / 作曲：寺岡シトーン
11. 夢見心地あとの祭り(3:44)
  - 作詞：トータスシトーン・浜崎シトーン / 作曲：トータスシトーン
12. 涙はふかない(4:07)
  - 作詞：寺岡シトーン・トータスシトーン / 作曲：寺岡シトーン

### 初回限定盤DVD
1. 2018年カーリングシトーンズ デビューライブ記者会見 映像
2. オリジナル映像『カーリング場にシトーンズがやって来るワァ!ワァ!ワァ!』
3. Music Video『涙はふかない』
4. 特別メイキング映像

## 演奏
- 奥田シトーン
  - Drums (#1.2.3.6.8.10)
  - Electric Guitar (#1.9)
  - Acoustic Guitar (#1.6)
  - Guiro & Tambourine (#2)
  - Bass (#4.5)
  - Bongo & Shaker (#7)
  - Hand Clap (#10)
  - Electric Guitar Solo (#11)

- 斉藤シトーン
  - Electric Guitar Solo (#1.8.11)
  - Electric Guitar (#2.9.10)
  - Acoustic Guitar (#2)
  - Slide Electric Guitar (#3)
  - Drums (#4.5.7.12)
  - Mellotron (#6)
  - Bass (#7.8)
  - Hand Clap (#10)

- 寺岡シトーン
  - Bass (#1.2.3.6.9.10.11)
  - 12 Strings Electric Guitar (#3)
  - Piano (#3.6.10)
  - Organ (#3.5)
  - Wurlitzer (#5)
  - Acoustic Guitar (#5.7)
  - Clavinet (#8)
  - Hand Clap (#10)
  - All Instruments (#12)

- トータスシトーン
  - Electric Guitar (#1.2.4.10.11)
  - Electric Guitar Solo (#1.2)
  - Snare Drum (#6)
  - Drums (#9.11)
  - Hand Clap (#10)

- キングシトーン
  - Harp (#3.4.9)
  - Electric Guitar (#5.7)
  - Acoustic Guitar & Acoustic Guitar Solo (#7)
  - Electric Guitar Solo & Hand Clap (#10)

- 浜崎シトーン
  - Electric Guitar (#2)
  - Acoustic Guitar (#3.8)
  - Tambourine (#3)
  - Wood Block (#7)
  - Piano (#8.10)
  - Hand Clap (#10)

## タイアップ
スベり知らずシラズ
- 第37回 全農日本カーリング選手権大会 テーマソング（2020年2月）[4]